# Agartha (album)
Pour les articles homonymes, voir Agartha (homonymie).
Albums de Vald
NQNT 2
(2015) XEU
(2018)
Singles
1. Eurotrap
Sortie : 21 octobre 2016
2. Megadose
Sortie : 21 décembre 2016
3. Kid Cudi
Sortie : 20 janvier 2017
4. Ma meilleure amie
Sortie : 9 février 2017
5. Vitrine (feat. Damso)
Sortie : 3 avril 2017
6. Si j'arrêtais
Sortie : 17 mai 2017
7. Strip
Sortie : 29 septembre 2017
8. Je t'aime
Sortie : 29 septembre 2017
9. Totem
Sortie : 29 septembre 2017
10. L.D.S
Sortie : 29 septembre 2017
11. Lezarman
Sortie : 29 septembre 2017

Agartha est le premier album studio du rappeur aulnaysien Vald. Il est sorti le 20 janvier 2017.
L'album s'écoule à 15 446 exemplaires au cours de sa première semaine d'exploitation, se classant ainsi à la tête du Top Albums français. Deux mois après sa sortie, Agartha est certifié disque d'or,. Il est aujourd'hui certifié double disque de platine.

## Liste des titres
| 1.    | Acacia                       | Seezy                                    | 4:16 |
| 2.    | Megadose                     | Seezy                                    | 3:46 |
| 3.    | Si j'arrêtais                | BBP                                      | 3:58 |
| 4.    | Je t'aime                    | DJ Weedim                                | 4:28 |
| 5.    | Totem                        | BBP, Seezy                               | 2:34 |
| 6.    | L.D.S                        | DJ Weedim                                | 3:52 |
| 7.    | Ma meilleure amie            | Sirius                                   | 3:20 |
| 8.    | Neo                          | Sirius                                   | 3:48 |
| 9.    | Lezarman                     | Seezy, Sirius                            | 3:16 |
| 10.   | Blanc (feat. Suikon Blaz AD) | Seezy                                    | 3:26 |
| 11.   | Eurotrap                     | Seezy                                    | 4:54 |
| 12.   | Petite chatte                | DJ Weedim                                | 4:30 |
| 13.   | Vitrine (feat. Damso)        | Seezy                                    | 4:30 |
| 14.   | Strip                        | Seezy, Dolor                             | 3:48 |
| 15.   | Kid Cudi                     | DJ Weedim                                | 4:31 |
| 16.   | Libellule                    | French, Chapo, Bricks Da Name, DJ Weedim | 4:20 |
| 17.   | Dernier verre                | Seezy                                    | 4:03 |
| 64:00 |                              |                                          |      |

## Titres certifiés en France
- Megadose  Or [5]
- Si j'arrêtais  Or
- Ma meilleure amie  Diamant [6]
- Eurotrap  Or [7]
- Vitrine (feat. Damso)  Diamant [8]
- Strip  Or

## Classements hebdomadaires
| Classements (2017)           | Meilleure position |
| ---------------------------- | ------------------ |
| Belgique (Wallonie Ultratop) | 6                  |
| France (SNEP)                | 1                  |
| Suisse (Schweizer Hitparade) | 15                 |

## Certification
| Pays   | Organisme | Certification | Seuil   |
| ------ | --------- | ------------- | ------- |
| France | SNEP      | 3 × Platine   | 300 000 |